# Ozarkia
Ozarkia là một chi nhện trong họ Leptonetidae.

## Các loài
- Ozarkia alabama (Gertsch, 1974) (type) – USA
- Ozarkia apachea (Gertsch, 1974) – USA
- Ozarkia archeri (Gertsch, 1974) – USA
- Ozarkia arkansa (Gertsch, 1974) – USA
- Ozarkia blanda (Gertsch, 1974) – USA
- Ozarkia georgia (Gertsch, 1974) – USA
- Ozarkia iviei (Gertsch, 1974) – USA
- Ozarkia novaegalleciae (Brignoli, 1979) – USA
- Ozarkia serena (Gertsch, 1974) – USA